# When a Man Loves a Woman
When a Man Loves a Woman é uma canção composta por Calvin Lewis e Andrew Wright e gravada por Percy Sledge e lançada em 1966. O hit foi inspirado no fim do relacionamento de Percy e sua namorada, que tentava uma carreira de modelo. A canção já foi regravada por vários artistas como Michael Bolton, Karen Dalton, Johnny Rivers, Jerry Lee Lewis, Kenny Rogers, Art Garfunkel, entre outros.
Esteve presente na lista das 500 melhores canções de todos os tempos da revista Rolling Stone.

## Paradas e posições
| País/Parada (1966)                          | Melhor posição |
| ------------------------------------------- | -------------- |
| Canadá (RPM)                                | 1              |
| Bélgica (Ultratop 50 de Flandres)           | 8              |
| Bélgica (Ultratop 50 da Valônia)            | 4              |
| Finlândia (Suomen virallinen lista)         | 21             |
| França (SNEP)                               | 3              |
| Países Baixos (Dutch Top 40)                | 12             |
| Países Baixos (Single Top 100)              | 10             |
| Suécia (Kvällstoppen)                       | 7              |
| Suécia (Tio i Topp)                         | 7              |
| Reino Unido (UK Singles Chart)              | 4              |
| Estados Unidos (Billboard Hot 100)          | 1              |
| Estados Unidos (Hot Rhythm & Blues Singles) | 1              |
| Estados Unidos (Cashbox Top 100)            | 1              |
| Estados Unidos (Record World 100 Top Pops)  | 1              |
| Alemanha Ocidental (Media Control)          | 13             |
| País/Parada (1987)                          | Melhor posição |
| Bélgica (Ultratop 50 de Flandres)           | 12             |
| Finlândia (Suomen virallinen lista)         | 21             |
| França (SNEP)                               | 26             |
| Países Baixos (Single Top 100)              | 62             |
| Suíça (Schweizer Hitparade)                 | 21             |
| Reino Unido (UK Singles Chart)              | 2              |
| Alemanha Ocidental (Official German Charts) | 13             |

## Versão de Michael Bolton

### Antecedentes
"When a Man Loves a Woman" foi regravada pelo cantor Michael Bolton em seu sétimo álbum de estúdio, Time, Love & Tenderness (1991). Sua versão da música alcançou o primeiro lugar nas paradas americanas Billboard Hot 100 e Adult Contemporary, tornando-se o segundo hit número um de Bolton nos Estados Unidos. Também recebeu um Prêmio Grammy pela canção. Esta versão tem a distinção de ser a última música número um nas paradas do antigo sistema de gráficos da Billboard Hot 100 , que dependia de relatórios de vendas e airplay antes de mudar para o Nielsen SoundScan. Com o Percy Sledge original tendo alcançado o primeiro lugar anteriormente, a versão de Bolton tornou-se a sétima música no topo do Hot 100, gravada por vários artistas. Em 1992, essa versão foi incluída na trilha sonora internacional da novela "Felicidade", exibida entre 1991 e 1992 pela TV Globo. Na trama de Manoel Carlos, a canção foi tema do personagem "Alvaro" de Tony Ramos.

### Paradas e posições
| País/Parada (1991–1992)                       | Melhor posição |
| --------------------------------------------- | -------------- |
| Bélgica (Ultratop 50 de Flandres)             | 21             |
| Canadá (RPM Top Singles)                      | 4              |
| Canadá (RPM Adult Contemporary)               | 1              |
| Europa (Eurochart Hot 100)                    | 20             |
| França (SNEP)                                 | 34             |
| Alemanha (Offizielle Deutsche Charts)         | 52             |
| Irlanda (IRMA)                                | 12             |
| Países Baixos (Dutch Top 40)                  | 14             |
| Países Baixos (Single Top 100)                | 17             |
| Nova Zelândia (Recorded Music NZ)             | 21             |
| Portugal (AFP)                                | 10             |
| Suécia (Sverigetopplistan)                    | 34             |
| Reino Unido (UK Singles Chart)                | 8              |
| Estados Unidos (Billboard Hot 100)            | 1              |
| Estados Unidos (Billboard Adult Contemporary) | 1              |